# Bengtstorp
Bengtstorp är en by i Vikers socken, Nora kommun.
Byn omtalas första gången 1345 i ett brev där biskop Sigismund i Strängnäs förlänades ett antal hyttor i Närkes bergslag av kung Magnus Eriksson. Frälsemannen Jöns Sigurdsson i Bengtstorp förekommer 1481 i en jordtvist med biskop Kort Rogge i Strängäs, då han försökte hävda sin rätt till frihet för gården, men ålades att betala biskopen årlig järnränta och en extra betalning för de senaste åren då han inte erlagt sin skatt. På 1800-talet bedrev vid sekelskiftet 1900 hade Linde Maskin och Snickeri AB en ångsåg i Bengtstorp.